# Кампанията
„Кампанията“ (на английски: The Campaign) е американска политическа сатирична комедия от 2012 г. на режисьора Джей Роуч, по сценарий на Крис Хенчи и Шон Харуел, и участват Уил Феръл и Зак Галифианакис. Филмът е пуснат на 10 август 2012 г. от „Уорнър Брос Пикчърс“ със смесени отзиви от критиците.